# 15 avril en sport
15 mars 15 mai
Chronologies thématiques
- Croisades
- Ferroviaires
- Disney

Le 15 avril (105e jour de l'année ou 106e en cas d'année bissextile) en sport.

## Événements

### XVIIIesiècle
- 1795 :
  - (Boxe) : le boxeur anglais John Jackson s’empare du titre en battant le tenant depuis 1791, Daniel Mendoza.

### XIXesiècle
- 1810 :
  - (Sport hippique) : première course de chevaux sur le sol australien.
- 1840 :
  - (Aviron) : The Boat Race entre les équipes universitaires d'Oxford et de Cambridge. Cambridge s'impose[1].
- 1859 :
  - (Aviron) : The Boat Race entre les équipes universitaires d'Oxford et de Cambridge. Oxford s'impose[2].
- 1888 :
  - (Football) : en Allemagne, avec un couple d'amis de l'école de Berlin-Tempelhof, les frères Jestram fondent le BFC Germania 1888, le plus ancien club de football encore existant.
- 1893 :
  - (Football) : Sunderland AFC conserve son titre de champion d’Angleterre de football (22 victoires, 4 nuls et 4 défaites au cours de la saison).

### XXesièclede1901à1950
- 1923 :
  - (Sport automobile) : Targa Florio.
- 1947 :
  - (Baseball) : Jackie Robinson joue le premier match de sa carrière, et devient le premier joueur Noir ayant joué dans les Ligues majeures de baseball.

### XXesièclede1951à2000
- 1961 :
  - (Athlétisme) : Iolanda Balaş porte le record du monde féminin du saut en hauteur à 1,87 mètre.
- 1972 :
  - (Athlétisme) : Kjell Isaksson porte le record du monde du saut à la perche à 5,54 mètres.
- 1993 :
  - (Basket-ball) Le Limoges CSP est sacré champion d’Europe des clubs après son succès 59-55 face au Benetton Trévise. Il devient le premier club français à remporter ce titre européen.

### XXIesiècle
- 2001 :
  - (Formule 1) : Grand Prix de Saint-Marin.
- 2006 :
  - (Football) : l'Olympique lyonnais est sacré Champion de France de football. Lyon devient le premier club français à remporter 5 titres consécutifs, et totalise un record de 84 points à l'issue de cette saison 2005-06.
- 2007 :
  - (Formule 1) : Grand Prix de Bahreïn.
- 2012 :
  - (Formule 1) : Grand Prix de Chine.
- 2017 :
  - (Volley-ball) : Tours remporte la coupe de la CEV

## Naissances

### XVIIIesiècle
- 1781 :
  - Jem Belcher, boxeur anglais. († 30 juillet 1811).

### XIXesiècle
- 1858 :
  - James Bevan, joueur de rugby à XV gallois. (1 sélection en équipe nationale). († 3 février 1938).
- 1873 :
  - Juliette Atkinson, joueuse de tennis américaine. Victorieuse des US Open 1895, 1897 et 1898. († 12 janvier 1944).
- 1875 :
  - James J. Jeffries, boxeur américain. Champion du monde poids lourds de boxe de 1899 à 1905. († 3 mars 1953).
- 1889 :
  - Constant Ménager, cycliste sur route français. († 19 décembre 1970).

### XXesièclede1901à1950
- 1901 :
  - Joe Davis, joueur de snooker anglais. Champion du monde de snooker 1927, 1928, 1929, 1930, 1931, 1932, 1933, 1934, 1935, 1936, 1937, 1938, 1939, 1940 et 1946. († 10 juillet 1978).
- 1920 :
  - Roger Rondeaux, cycliste sur route et cyclocrossman français. Champion du monde de cyclo-cross 1951, 1952 et 1953. († 24 janvier 1999).
- 1921 :
  - Jean d'Orgeix, cavalier de sauts d'obstacles français. Médaillé de bronze du saut d'obstacles aux Jeux de Londres 1948. († 4 juillet 2006).
- 1922 :
  - Graham Whitehead, pilote de courses automobile britannique. († 15 janvier 1981).
- 1931 :
  - Ed Bailey, joueur de baseball américain. († 23 mars 2007).
- 1936 :
  - Raymond Poulidor, cycliste sur route français. Vainqueur du Tour d'Espagne 1964, de Milan-San Remo 1961 et de la Flèche wallonne 1963. († 13 novembre 2019).
- 1937 :
  - Henri Sérandour, poloïste puis dirigeant sportif français. Président de la FFN de 1980 à 1993. Président du comité national olympique et sportif français de 1993 à 2009 et membre du comité international olympique de 2000 à 2007. († 12 novembre 2009).
- 1940 :
  - Willie Davis, joueur de baseball américain. († 9 mars 2010).
  - Woodie Fryman, joueur de baseball américain. († 4 février 2011).
- 1942 :
  - Guennadi Logofet, footballeur et entraîneur soviétique puis russe. (17 sélections en équipe d'Union soviétique). († 5 décembre 2011).
- 1944 :
  - Kunishige Kamamoto, footballeur japonais. † 10 août 2025).
- 1948 :
  - Jean-Pierre Romeu, joueur de rugby français. Vainqueur du Grand Chelem en 1977. (34 sélections en équipe de France).

### XXesièclede1951à2000
- 1957 :
  - Evelyn Ashford, athlète de sprint américaine. Championne olympique du 100 m et du relais 4 × 100 m aux Jeux de Los Angeles 1984 championne olympique du relais 4 × 100 m et médaillée d'argent du 100 m aux Jeux de Séoul 1988 puis championne olympique du relais 4 × 100 m aux Jeux de Barcelone 1992. Détentrice du Record du monde du 100 m du 3 juillet 1983 au 16 juillet 1988.
- 1958 :
  - Keith Acton, hockeyeur sur glace puis entraîneur canadien.
- 1959 :
  - Kevin Lowe, hockeyeur puis entraîneur et dirigeant sportif canadien.
- 1960 :
  - Pierre Aubry, hockeyeur sur glace puis entraîneur canadien.
  - Pedro Delgado, cycliste sur route espagnol. Vainqueur du Tour de France 1988 et des Tours d'Espagne 1985 et 1989.
- 1961 :
  - José Anigo, footballeur puis entraîneur et directeur sportif français.
- 1962 :
  - Nawal El Moutawakel, athlète de sprint et de haies marocaine. Championne olympique du 400 m haies aux Jeux de Los Angeles 1984. Championne d'Afrique d'athlétisme du 100 m haies et du 400 m haies 1982 puis championne d'Afrique d'athlétisme du 200 m et du 400 m haies 1984.
  - David Pope, basketteur américain.
- 1963 :
  - Philippe Lucas, nageur puis entraîneur français.
- 1965 :
  - Kevin Stevens, hockeyeur puis dirigeant sportif canadien.
- 1966 :
  - Andreï Olhovskiy, joueur de tennis soviétique puis russe.
- 1967 :
  - Dara Torres, nageuse américaine. Championne olympique du relais 4 × 100 m aux Jeux de Los Angeles 1984 puis aux Jeux de Barcelone 1992, médaillée de bronze du relais 4 × 100 m aux Jeux de Séoul 1988, championne olympique du relais 4 × 100 m et du relais 4 × 100 m 4 nages, médaillée de bronze du 50 m nage libre, du 100 m nage libre et du 100 m papillon aux Jeux de Sydney 2000, médaillée d'argent du 50 m nage libre, du relais 4 × 100 m nage libre et du relais 4 × 100 m 4 nages aux Jeux de Pékin 2008.
- 1969 :
  - Jimmy Waite, hockeyeur sur glace canadien.
- 1970 :
  - Luc Marquet, volleyeur puis entraîneur français. Vainqueur de la Challenge Cup 2001. (325 sélections en équipe de France).
- 1972 :
  - Arturo Gatti, boxeur italo-canadien. Champion du monde poids super-plumes de boxe de 1995 à 1998 puis champion du monde poids super-légers de boxe de 2004 à 2005. († 11 juillet 2009).
- 1974 :
  - Timothy Thomas, hockeyeur sur glace américain. Médaillé d'argent aux Jeux de Vancouver 2010.
- 1975 :
  - Paul Dana, pilote de courses automobile américain. († 26 mars 2006).
- 1976 :
  - Michael Smith, basketteur américain.
  - Chiang Wai Hung, athlète de sprint chinois.
- 1977 :
  - Dejan Milojević, basketteur puis entraîneur yougoslave puis serbe. Champion d'Europe de basket-ball 2001. († 17 janvier 2024).
- 1978 :
  - Helena Costa, entraîneuse de football portugaise. Sélectionneuse de l'équipe du Qatar féminine de 2010 à 2012 et de l'équipe d'Iran féminine de 2012 à 2014.
  - Tania Rosser, joueuse de rugby à XV irlandaise.
- 1979 :
  - Anthony Grundy, basketteur américain.
- 1980 :
  - Sunia Koto, joueur de rugby fidjien. (46 sélections en équipe nationale).
  - Fränk Schleck, cycliste sur route luxembourgeois. Vainqueur du Tour de Luxembourg 2009, du Tour de Suisse 2010 et de l'Amstel Gold Race 2006.
- 1981 :
  - Goran Nava, athlète de demi-fond serbe.
- 1982 :
  - Bruce Abdoulaye, footballeur congolais.
- 1983 :
  - Ilia Kovaltchouk, hockeyeur sur glace russe. Médaillé de bronze aux Jeux de Salt Lake City 2002. Champion du monde de hockey sur glace 2008 et 2009.
  - Martin Pedersen, cycliste sur route danois.
- 1984 :
  - Rodney Carney, basketteur américain.
  - Daniel Paille, hockeyeur sur glace canadien.
- 1985 :
  - Will Leer, athlète de demi-fond américain.
- 1986 :
  - Tom Heaton, footballeur anglais. (3 sélections en équipe nationale).
  - Sylvain Marveaux, footballeur français.
  - Antoine Ponroy, footballeur français.
- 1987 :
  - Pierrick Capelle, footballeur français.
  - Hamed Konarivand, taekwondoïste iranien.
  - Gatis Smukulis, cycliste sur route letton.
- 1988 :
  - Yann David, joueur de rugby français. Vainqueur de la Coupe d'Europe de rugby à XV 2010. (4 sélections en équipe de France).
  - Steven Defour, footballeur belge. (48 sélections en équipe nationale).
  - Nicolas de Jong, basketteur français.
  - Juan de Jongh, joueur de rugby à XV sud-africain. (14 sélections en équipe nationale).
- 1989 :
  - Sam Sunderland, pilote moto de rallye-raid et d'enduro britannique.
- 1990 :
  - Vander Joaquim, basketteur angolais. Champion d'Afrique de basket-ball 2013. (47 sélections en équipe nationale).
  - Julien Lyneel, volleyeur français. (61 sélections en équipe de France).
- 1991 :
  - Javier Fernández, patineur artistique espagnol. Champion du monde de patinage artistique 2015 et 2016. Champion d'Europe de patinage artistique messieurs 2013, 2014, 2015 et 2016.
  - Princesse Goubo, basketteuse française.
- 1992 :
  - DeAndre Daniels, basketteur américain.
- 1993 :
  - Arnaud Imhoff, basketteur français.
- 1994 :
  - Kylan Hamdaoui, joueur de rugby à XV et à sept français. (2 sélections en Équipe de France de rugby à sept).
  - Pierre Houin, rameur français. Champion du monde d'aviron du quatre de couple poids légers 2015. Champion d'Europe d'aviron du skiff poids légers 2015.
- 1996 :
  - Laura Quevedo, basketteuse espagnole. Médaillée d'argent aux Jeux de Rio 2016.
- 1999 :
  - Denis Shapovalov, joueur de tennis canadien.

## Décès

### XXesièclede1901à1950
- 1912 :
  - John Borland Thayer, 49 ans, joueur de cricket américain. (° 21 avril 1862).
  - Duane Williams, 51 ans, avocat suisse. Fondateur de la FIT. (° 11 août 1860).
- 1928 :
  - Pietro Bordino, 40 ans, pilote de course automobile italien. (° 22 novembre 1887).
- 1933 :
  - George Saling, 23 ans, athlète américain. Champion olympique du 110 m haies aux Jeux d'été de Los Angeles en 1932. (° 27 juillet 1909).
- 1940 :
  - Alf Bentley, 52 ans, footballeur anglais. (° 15 septembre 1887).
- 1942 :
  - Joshua Pim, 72 ans, joueur de tennis irlandais. Vainqueur des tournois de Wimbledon 1893 et 1894. (° 20 mai 1869).
  - George Tyler, 63 ans, joueur de rugby à XV néo-zélandais. (7 sélections en équipe nationale). (° 10 février 1879).

### XXesièclede1951à2000
- 1956 :
  - Leonard Peterson, 70 ans, gymnaste suédois. Champion olympique du concours général par équipes aux Jeux de Londres 1908. (° 30 octobre 1885).
- 1992 :
  - Mud Bruneteau, 77 ans, hockeyeur sur glace canadien. (° 28 novembre 1914).
  - Aleksandr Sevidov, 70 ans, footballeur puis entraîneur soviétique puis russe. (° 5 septembre 1921).

### XXIesiècle
- 2002 :
  - Byron White, 84 ans, joueur de foot U.S. puis officier, avocat, juge et homme politique américain. (° 8 juin 1917).
- 2012 :
  - Murray Rose, 73 ans, nageur australien. Champion olympique du 400 m, du 1 500 m et du relais 4 × 200 m nage libre aux Jeux de Melbourne 1956 puis champion olympique du 400 m nage libre, médaillé d'argent du 1 500 m et de bronze du relais 4 × 200 m nage libre aux Jeux de Rome 1960. (° 6 janvier 1939).
  - Dwayne Schintzius, 43 ans, basketteur américain. (° 14 octobre 1968).
- 2017 :
  - Amílcar Henríquez, 33 ans, footballeur panaméen. (76 sélections en équipe nationale). (° 2 août 1983).
- 2019 :
  - Aleksandar Kostov, 81 ans, footballeur bulgare. (8 sélections en équipe nationale). (° 2 mars 1938).
  - Quinzinho, 45 ans, footballeur angolais. (36 sélections en équipe nationale). (° 4 mars 1974).
- 2020 :
  - Bernard Deconinck, 83 ans, coureur cycliste sur piste français. Vice-champion du monde amateur de demi-fond en 1959. (° 26 avril 1936).
  - Dámaso García, 65 ans, joueur de baseball dominicain. (° 7 février 1955).